# Meloboris helminda
Meloboris helminda là một loài tò vò trong họ Ichneumonidae.